# Casa Grand Bourg
La casa Grand Bourg es un edificio de tres plantas ubicado en el barrio de Palermo Chico en la ciudad de Buenos Aires. Es una construcción de estilo academicista francés que es una réplica a escalas mayores de una casa en Grand Bourg/Évry (Essonne) en las afueras de la ciudad de París (1 Rue du Général San Martin, Évry-Courcouronnes, Francia) que perteneció a José de San Martín. Actualmente es sede del Instituto Nacional Sanmartiniano.

## Historia

### Orígenes y construcción
El general argentino José de San Martín adquirió en 1834 una casona en las afueras de París donde habitó con su hija hasta 1848, año en el que se mudó por problemas de salud a la tranquila localidad de Boulogne-sur-Mer, donde fallecería dos años después.
En 1941, Manuela Stegman de Otero comenzó la construcción de la mansión en terrenos que habían sido cedidos por la municipalidad de Buenos Aires con el objetivo de que la casona fuera la sede del Instituto Nacional Sanmartiniano, que había sido fundado por su esposo en 1933.

### El billete de $500
En el reverso del billete de $500 que circuló desde 1964 hasta 1975 aparecía la réplica de la casa Grand Bourg. El grabado fue realizado por el artista Pietro Nicastro, de la Casa de Moneda de la Nación.

## Galería

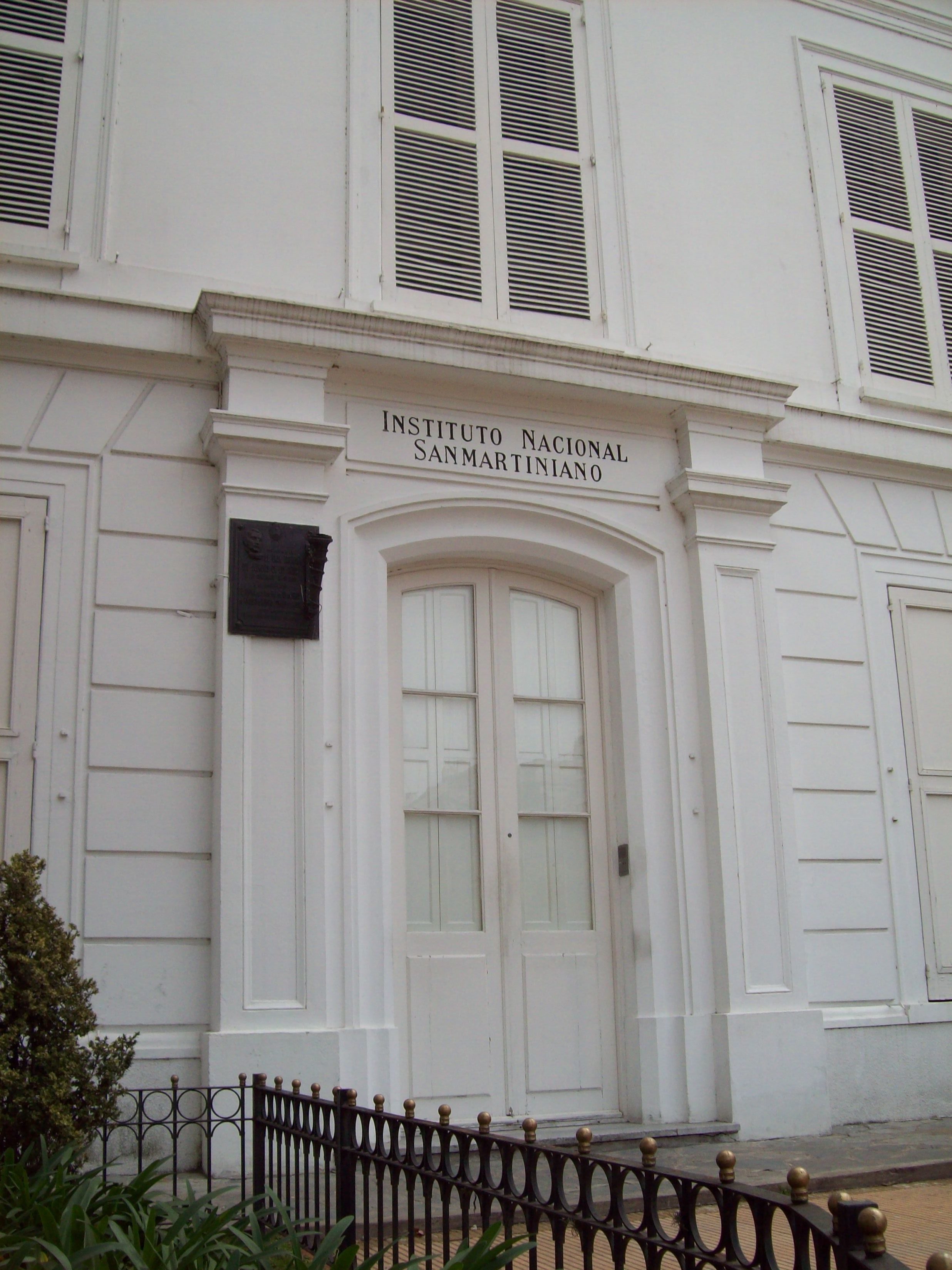
Entrada al edificio.
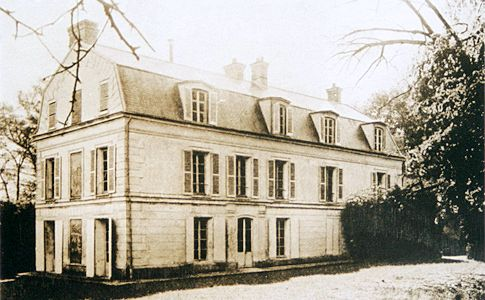
La casa Grand Bourg de Évry (Essonne).